# Skerdilaid Curri
Skerdilaid „Skerdi“ Curri [ʦuri] (* 6. Oktober 1975 in Kavaja) ist ein ehemaliger albanischer Fußballspieler und -trainer. Von 2003 bis 2013 war er beim FC Erzgebirge Aue tätig, und zwar bis 2012 als Spieler der Profimannschaft und von der Saison 2012/13 bis Ende April 2013 als Spielertrainer der zweiten Mannschaft.

## Karriere
Curri begann seine Karriere bei KS Besa Kavaja in seiner Heimatstadt. 1995 wechselte er zum Hauptstadtclub Partizani Tirana, mit dem er 1997 den albanischen Pokal gewann.
Im Januar 1998 verließ Curri Tirana und wechselte nach Deutschland zur SpVgg Unterhaching, wo er in der darauffolgenden Rückrunde jedoch nur auf einen Ligaeinsatz kam. Daraufhin wechselte er zum Bayernligisten FC Starnberg, bei dem er die Saison 1998/99 spielte.
Von 1999 bis 2003 spielte er beim vogtländischen Traditionsverein VFC Plauen in der Regionalliga. Von 2003 an stand er beim FC Erzgebirge Aue unter Vertrag, für den er 244 Ligaspiele bestritt. In der Zweitligasaison 2004/05 erlitt er im Spiel gegen Wacker Burghausen nach einem Tritt seines Gegenspielers Hrvoje Vuković einen Lungenriss und schwebte kurzzeitig in Lebensgefahr.
2008 stieg Curri mit Aue in die 3. Liga ab. Er blieb dem Verein treu und schaffte zwei Jahre später den Wiederaufstieg. 2011/12 kam er nur noch sporadisch als „Joker“ zum Einsatz, erzielte aber am letzten Spieltag das entscheidende Tor, das den Klassenerhalt sicherte.
Zur Saison 2012/13 begann Curri eine Tätigkeit als Spielertrainer der zweiten Mannschaft des FC Erzgebirge Aue. Am 27. April 2013 wurde er als Trainer der zweiten Mannschaft entlassen.
Curri spielte zuletzt bis 2022 in der Bezirksliga Oberfranken Ost bei der Spielvereinigung Poppenreuth.

### Erfolge
- Albanischer Pokalsieg 1997 mit Partizan Tirana
- Aufstieg in die 2. Liga 2010 mit dem FC Erzgebirge Aue

## Ehrungen
- 2010: Botschafter des Erzgebirges

## Privat
Curri ist verheiratet und hat zwei Kinder, eine Tochter und einen Sohn. Im Juni 2012 eröffnete er in Schwarzenberg/Erzgeb. ein mediterranes Restaurant.